# 프렝크 슐레크
프렝크 르네 슐레크(룩셈부르크어: Fränk René Schleck, 1980년 4월 15일~)는 룩셈부르크의 자전거 경기 선수이다. 2003년부터 2016년까지 프로 도로 자전거 경기 선수로 활동했으며 2006년 투르 드 프랑스 퀸 스테이지 구간과 2006년 암스텔 골드 레이스 종합 우승을 차지했다. 또한 룩셈부르크 국가대표 선수로서 올림픽 3회(2004, 2008, 2016), 세계 선수권 대회 6회 참가했다. 

## 개인사
아버지인 조니 슐레크도 룩셈부르크 국가대표 자전거 경기 선수였으며 동생인 안디 슐레크는 2010년 투르 드 프랑스에서 우승한 프로 자전거 경기 선수이다.